# 錢述
錢述（1386年—？），字稽穡，江西吉安府吉水縣文昌鄉四十一都人，明朝政治人物。進士出身。

## 生平
福建鄉試五十四名。永樂十年（1412年）壬辰科會試二十八名，殿試登進士第二甲第二十八名。

## 家族
曾祖錢以吉。祖父錢立志。父亲錢好聞。